# Aujon
Pour les articles homonymes, voir Aujon (homonymie).
L'Aujon est une rivière française de la nouvelle région Grand Est, qui coule dans les départements de la Haute-Marne et de l'Aube, donc dans l'ancienne région Champagne-Ardenne. C'est un affluent important de l'Aube, donc un sous-affluent de la Seine.

## Géographie
De 68 km de longueur, la rivière naît sur le plateau de Langres, au sud du département de la Haute-Marne, sur le territoire de la commune de Perrogney-les-Fontaines (une douzaine de kilomètres à l'ouest-sud-ouest de Langres). Tout au long de son parcours dans une région largement boisée, elle a une orientation sud-est/nord-ouest. L'Aujon baigne les villes d'Arc-en-Barrois et de Châteauvillain. Il conflue en rive gauche avec l'Aube à Longchamp-sur-Aujon, non loin de Clairvaux.

## Hydronymie
Le nom de la rivière] est attesté sous les formes Rivaria de Aujon (1121) ; Augion (1220) ; Aujun (1262) ; On peut ajouter super flumen Augio (1143) ; Angionem fluvium (XIIIe siècle).

Aujon découlerait d'un *Albióne primitif qui nous renvoie à Albis, nom de l'Aube.

## Toponymes
L'Aujon a donné son hydronyme aux trois communes suivantes de Giey-sur-Aujon, Longchamp-sur-Aujon et Saint-Loup-sur-Aujon, et c'était le suffixe de la commune de Rochetaillée et du village de Courcelles-sur-Aujon.

## Affluents
- le Gorgeot
- la Dhuy
- le Brauze
- la Renne, à Rennepont

## Hydrologie

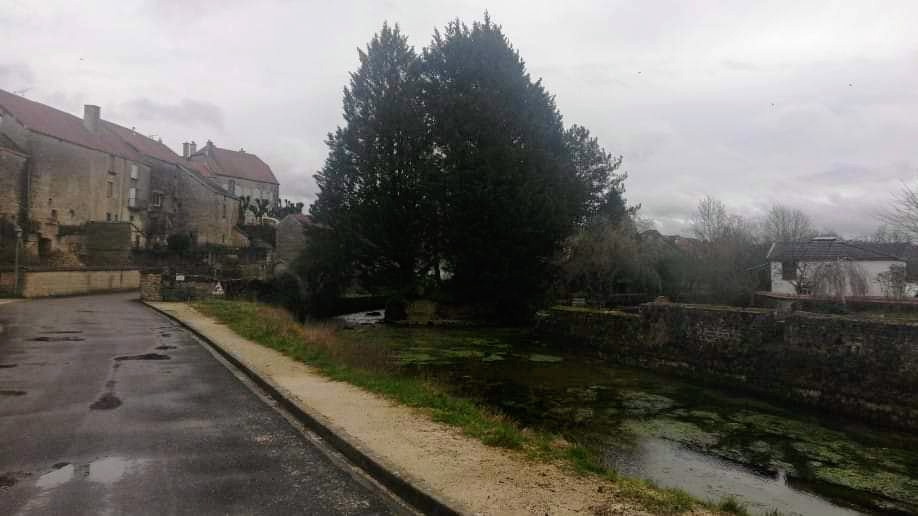
L'Aujon à Chateauvillain.

L'Aujon est une rivière assez abondante, comme la plupart des cours d'eau de l'est du bassin de la Seine. 

### L'Aujon à Rennepont
Son débit a été observé sur une période de 28 ans (1972-2000), à Rennepont, localité du département de la Haute-Marne située tout près de son confluent avec l'Aube. Le bassin versant de la rivière y est de 481 km2, soit la quasi-totalité de ce dernier. 
Le module de la rivière à Rennepont est de 6,45 m3/s. 

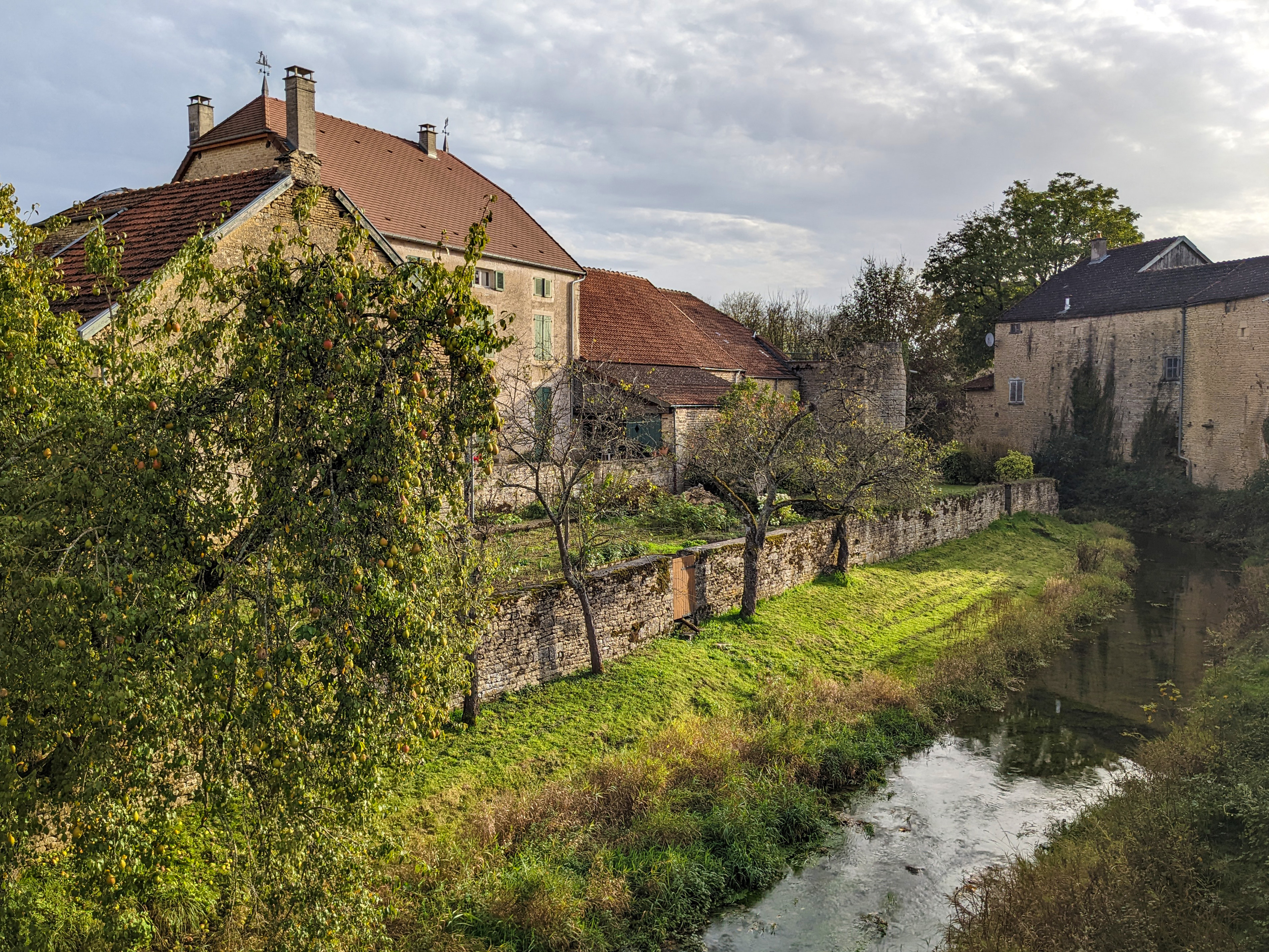
L'Aujon à Châteauvillain.

L'Aujon présente des fluctuations saisonnières de débit assez marquées, avec des hautes eaux d'hiver-printemps portant le débit mensuel moyen à un niveau situé entre 8,37 et 12,7 m3 par seconde, de décembre à avril inclus (avec un maximum en février), et des basses eaux d'été, de juillet à septembre inclus, avec une baisse du débit moyen mensuel jusqu'à 1,44 m3/s au mois d'août, ce qui reste confortable, il est vrai. 

### Étiage ou basses eaux
À l'étiage ou basses eaux, le VCN3 peut chuter jusque 0,33 m3/s, en cas de période quinquennale sèche, soit 330 litres par seconde, ce qui n'est pas trop sévère.

### Crues
Les crues peuvent être assez importantes, caractéristique partagée par la plupart des cours d'eau de l'est du bassin de la Seine. 
Ainsi les QIX 2 et QIX 5 valent respectivement 37 et 49 m3/s. Le QIX 10 est de 57 m3/s, le QIX 20 de 64 m3/s, tandis que le QIX 50 se monte à 74 m3/s.
Le débit instantané maximal enregistré à Rennepont durant la période d'observation, a été de 71,2 m3/s le 30 décembre 1999, tandis que la valeur journalière maximale était de 68,6 m3/s le 31 décembre de la même année. En comparant la première de ces valeurs à l'échelle des QIX de la rivière, on constate que cette crue était d'ordre cinquantennal, et donc exceptionnelle.

### Lame d'eau et débit spécifique
L'Aujon est une rivière abondante. La lame d'eau écoulée dans son bassin versant est de 425 millimètres annuellement, ce qui est nettement supérieur à la moyenne d'ensemble de la France tous bassins confondus, et aussi bien sûr à la moyenne du bassin de la Seine  (240 millimètres/an). Le débit spécifique (ou Qsp) de la rivière atteint 13,4 litres par seconde et par kilomètre carré de bassin.